# Žeravica
Žeravica (cyr. Жеравица) – wieś w Bośni i Hercegowinie, w Republice Serbskiej, w gminie Gradiška. W 2013 roku liczyła 482 mieszkańców.